# Rio Merrimack
O rio Merrimack é um rio do nordeste dos Estados Unidos que se forma pela confluência dos rios Pemigewasset e Wineepasaukee em Franklin (Nova Hampshire) e flui para o sul entrando no estado de Massachusetts, onde gira ao nordeste desembocando no oceano Atlântico em Newburyport. Tem um comprimento de 188 km.
O nordeste de Massachusetts é conhecido como o Vale Merrimack. Vários barcos da frota estadounidense têm sido chamado USS Merrimack, em honra a este rio.

## História
Antes da glaciação o rio Merrimack continuava mais para o sul do que o faz agora, até para perto de Boston. Após que o glaciar se retirasse, os restos depositados na parte baixa do vale Merrimack, redirigiram o rio até onde se encontra atualmente, provocando a curva para o nordeste em Lowell (Massachusetts).
A bacia do rio é de 12.200 km² cobrindo grande parte do sul de Nova Hampshire e o nordeste de Massachusetts. Sobre a sua ribeira há muitas cidades construídas para aproveitar a força do água, que era básica para a produção têxtil no século XIX, como: Concord, Manchester e Nashua em Nova Hampshire, e Lowell, Lawrence ou Haverhill em Massachusetts. Na desembocadura do rio encontra-se a pequena cidade de Newburyport, que anteriormente à construção do Canal Middlesex, era uma importante cidade de construção de barcos já que recebia a madeira de Nova Hampshire rio abaixo.
O rio é conhecido pelo famoso livro de Henry David Thoreau titulado "A week on the Concord and Merrimack Rivers" ("Uma semana nos rios Concord e Merrimack").

## Inundação de maio de 2006

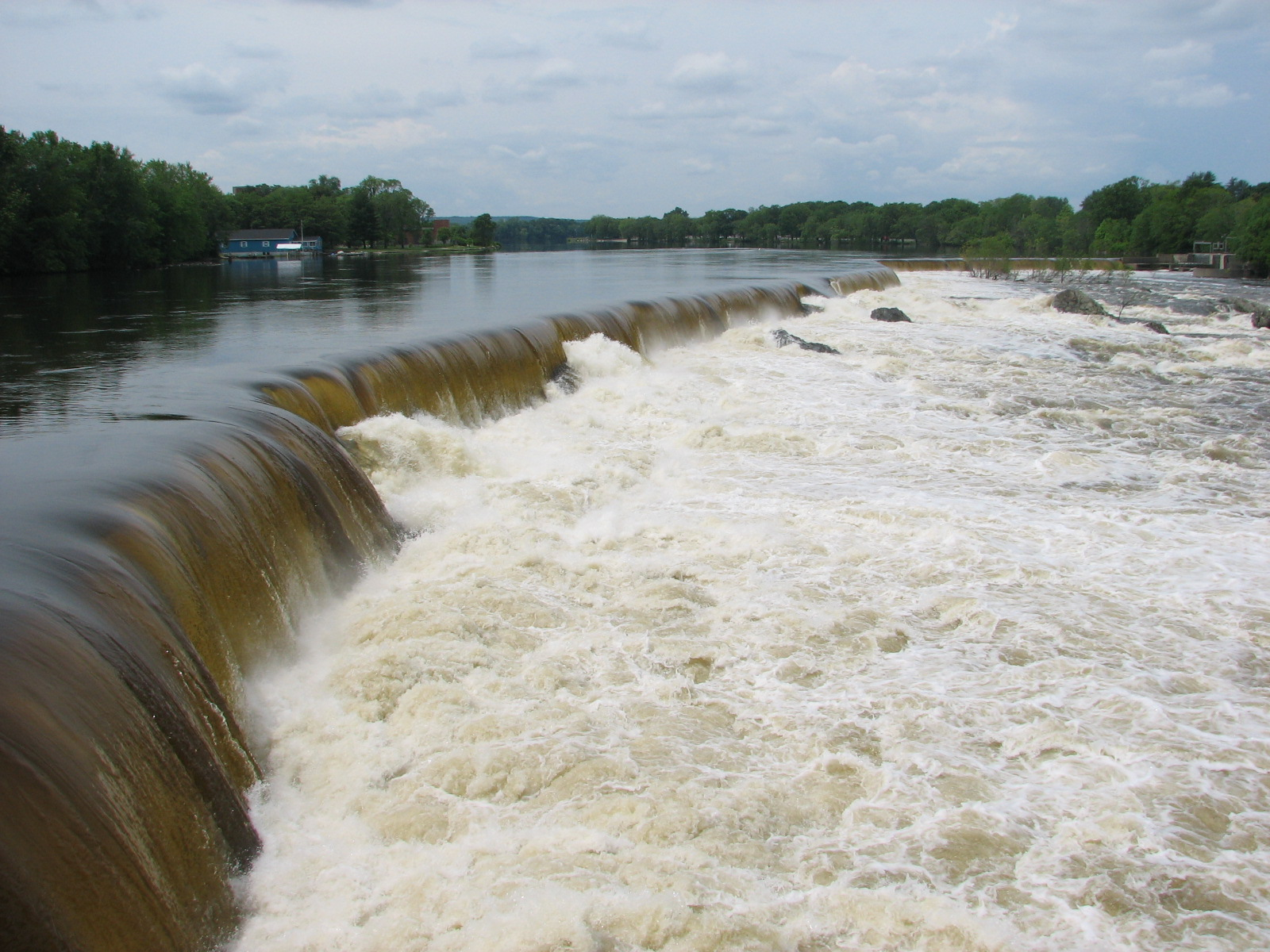
Subida do água do rio Merrimack vista desde Lowell, Massachusetts

O rio Merrimack é propenso a pequenas inundações, mas as precipitações caídas na zona a 15 de maio de 2006, fizeram que subisse o nível do rio em dois metros e meio, obrigando a evacuar a algumas populações, danificando propriedades e rompendo os encanamentos de Haverhill,
Segundo o jornal The Boston Globe, 1 500 pessoas tiveram que ser evacuadas.